# モーソーワーク
『モーソーワーク』は、テレビアニメ『ドージンワーク』に関連したインターネットラジオ番組。

## パーソナリティ
- 浅野真澄（長菜なじみ役）
- 斎藤桃子（露理役）

Solty Reidioと同じ組み合わせのため、同番組について（遠まわしに）言及することがある。

## 番組概要
- 配信サイト：アニスタ.TV、メディファクラジオ
- 配信日：毎週金曜日（アニスタ.TV）、翌週月曜日（メディファクラジオ）
- 配信期間：2007年6月15日～9月29日

※アニスタ.TVでは4回分、メディファクラジオでは全放送分のバックナンバーが配信されている。

## コーナー
はじめてのドージン!!
リスナーから同人の世界のあるとあらゆる知識を募集しパーソナリティの二人が同人の勉強をする。
最初は知識やマナーをただ憶えるだけだったが、クイズ形式でメールが送られてくるようになってからはクイズを行なう様になった。
ちなみにパーソナリティの二人はクイズの正解数で競っており、一番正解数が低い方には罰ゲームが用意されている。
結果は斉藤桃子が正解数が少なく罰ゲームを受ける事になった。罰ゲームは拒絶CD関連のメールで没になったものを読み上げるという内容だった。
目指せ!一攫千金!
リスナーから一攫千金のアイデアを募集し売れるかどうかを妄想を膨らませながら紹介していく。
しかし、浅野真澄が拒絶CDというアイデアを出してからは拒絶CD関連に特化したコーナーになってしまった。
普通のお便り
ふつおたを紹介する。

## ゲスト
| 放送回 | ゲスト出演者                       | 備考       |
| ------ | ---------------------------------- | ---------- |
| 第15回 | こやまきみこ（北野ソーラ役）       |            |
| 第16回 | ヒロユキ（ドージンワークの原作者） | （最終回） |